# Trapps de Sibèria
Els trapps siberians (en rus, Сибирские траппы, Sibírskie trappi) formen una extensa zona volcànica a Sibèria d'uns dos milions i mig de quilòmetres quadrats. Datats al límit entre els períodes Permià i Triàsic, els trapps són el resultat de la més gran erupció volcànica mai registrada a la Terra, erupció que es considera relacionada amb l'extinció del Permià-Triàsic, fa uns 252 milions d'anys. El terme original suec trappa significa 'escales', en al·lusió als turons esglaonats del paisatge.

## Extensió geogràfica
Volums ingents de lava basàltica van recobrir la Sibèria primitiva en una riuada de basalt. Avui l'àrea cobreix al voltant de 2 milions de km², i s'estima que en origen l'extensió era d'uns 7 milions de km². El volum de lava expulsat s'estima en un interval d'1 a 4 milions de km³.
La superfície coberta s'estén entre els 50 i 75 graus de latitud nord i de 60 a 120 graus de longitud est. L'activitat volcànica va estendre's durant un milió d'anys i va perllongar-se més enllà del límit P-Tr (frontera entre Permià i Triàsic). No existeixen proves definitives sobre si aquest esdeveniment va causar (o fins i tot ajudés a causar) l'extinció permiana, però la coincidència en el temps dels dos fets és molt indicativa.

## Formació
El basalt dels trapps és fruit de l'emergència, a través de l'escorça, d'una bombolla de magma que va erupcionar a través de l'actual crató de Sibèria. Malgrat que així ho semblen confirmar isòtops d'heli presents als basalts, el debat científic no resta tancat.

## Níquel
Es considera que els trapps van poder alliberar material igni a través de nombroses sortides o xemeneies durant un període d'aproximadament d'un milió d'anys o més, probablement a l'est i al sud de Norilsk, a Sibèria. Erupcions individuals de laves de basalt podrien haver superat extensions de més 2.000 km³. El dipòsit gegant de níquel-coure-pal·ladi de Norilsk-Talnakh es va formar en els conductes de fuita del magma a l'extensió principal dels trapps. Grans dipòsits piroclàstics suggereixen que un nombre gran d'explosions van ocórrer abans o durant les erupcions de laves basàltiques. La presència de roques silíciques volcàniques com la riolita també suggereixen l'existència d'aquestes explosions.